# Ucklums socken
Ucklums socken i Bohuslän ingick i Inlands Nordre härad, ingår sedan 1971 i Stenungsunds kommun och motsvarar från 2016 Ucklums distrikt.
Socknens areal är 70,8 kvadratkilometer varav 63,32 land. År 2000 fanns här 1 813 invånare. Tätorten  Svenshögen med Svenshögens sanatorium, småorterna Grössbyn, Härgusseröd, Sandbacka och Svartehallen, den tidigare tingsplatsen Smedseröd samt tätorten Ucklum med sockenkyrkan Ucklums kyrka ligger i socknen.

## Administrativ historik
Ucklums socken har medeltida ursprung.
Vid kommunreformen 1862 övergick socknens ansvar för de kyrkliga frågorna till Ucklums församling och för de borgerliga frågorna bildades Ucklums landskommun. Landskommunen inkorporerades 1952 i Stenungsunds landskommun som 1971 ombildades till Stenungsunds kommun. Församlingen uppgick 2011 i Spekeröd-Ucklums församling.
Den 1 januari 2016 inrättades distriktet Ucklum, med samma omfattning som församlingen hade 1999/2000.
Socknen har tillhört län, fögderier, tingslag och domsagor enligt vad som beskrivs i artikeln Inlands Nordre härad. De indelta soldaterna tillhörde Bohusläns regemente, Livkompaniet och de indelta båtsmännen tillhörde 2:a Bohusläns båtsmanskompani.

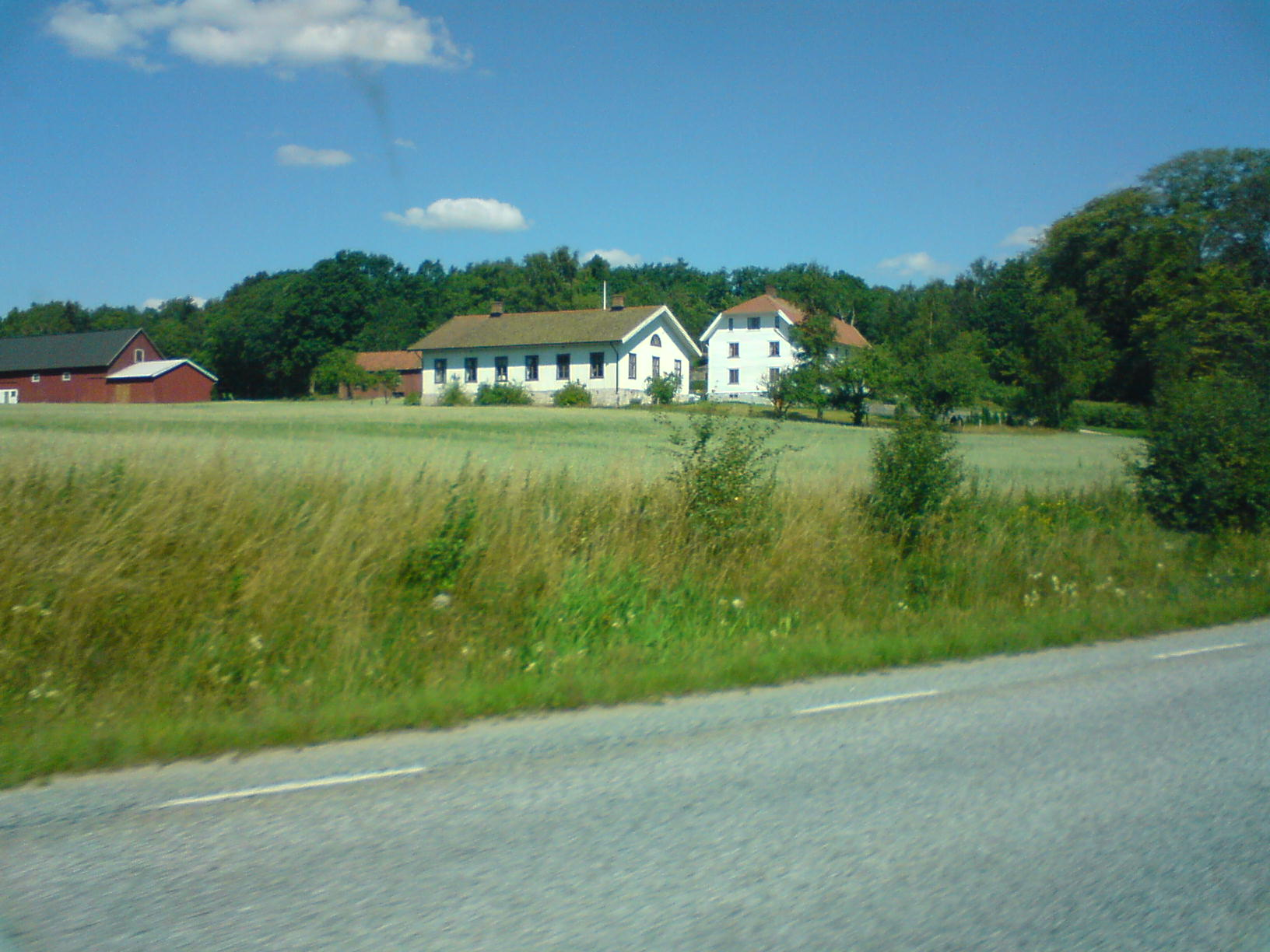
Smedseröds tingshus och gästgiveri på den gamla tingsplatsen

## Geografi och natur
Ucklums socken ligger nordost om Stenungsund. Socknen är en starkt kuperad sjörik trakt med skogklädda berg med en slättbygd i socknens centrala del.
I mitten av socknen ligger huvudbygden i en dal mellan skogarna i Svartedalen i öster och norr och Hällungen i väster. I söder ligger den stora sand- och rullstensåsen Grössbacken, ett par hundra meter hög.
Det finns två naturreservat i socknen. Svartedalen som delas med Spekeröds socken i Stenungsunds kommun, Romelanda socken i Kungälvs kommun och Västerlanda socken i Lilla Edets kommun ingår i EU-nätverket Natura 2000 medan Grössby södra 4:1 är ett kommunalt naturreservat.
Stora Hällungen som delas med Ödsmåls socken är den avgjort största insjön. Till de största sjöarna hör även Rödvatten som delas med Västerlanda socken i Lilla Edets kommun, Lysevatten, Gårdsjön och Stora Holmevatten.
Vid häradets tingsställe Smedseröd fanns förr ett gästgiveri.

## Fornlämningar
Cirka 20 boplatser och en hällkista från stenåldern har påträffats. Från bronsåldern finns gravrösen. Från järnåldern finns åtta gravfält, domarringar, resta stenar och en fornborg.

## Befolkningsutveckling
Befolkningen ökade från 800 1810 till 1 597 1880 varefter den minskade till 920 1960 då den var som minst under 1900-talet. Därefter vände folkmängden uppåt igen till 1 717 1990.
Följande tabell avser befolkning 31 december respektive år.
| År   | Män | Kvinnor | Totalt |
| ---- | --- | ------- | ------ |
| 1869 | 708 | 741     | 1449   |
| 1870 | 717 | 757     | 1474   |
| 1871 | 710 | 733     | 1443   |
| 1872 | 716 | 751     | 1467   |
| 1873 | 737 | 777     | 1514   |
| 1874 | 736 | 789     | 1525   |
| 1875 | 731 | 773     | 1504   |
| 1876 | 733 | 776     | 1509   |
| 1877 | 738 | 773     | 1511   |

## Namnet
Namnet skrevs 1388 Auklanda och kommer från kyrkbyn. Namnet kan vara norskt, Aukland med betydelsen 'ökat och tillfogat land; nyodling'.